# Osprynchotus somalicus
Osprynchotus somalicus är en stekelart som beskrevs av Masi 1941. Osprynchotus somalicus ingår i släktet Osprynchotus och familjen brokparasitsteklar. Inga underarter finns listade i Catalogue of Life.